# Freiwillige Polizei-Reserve

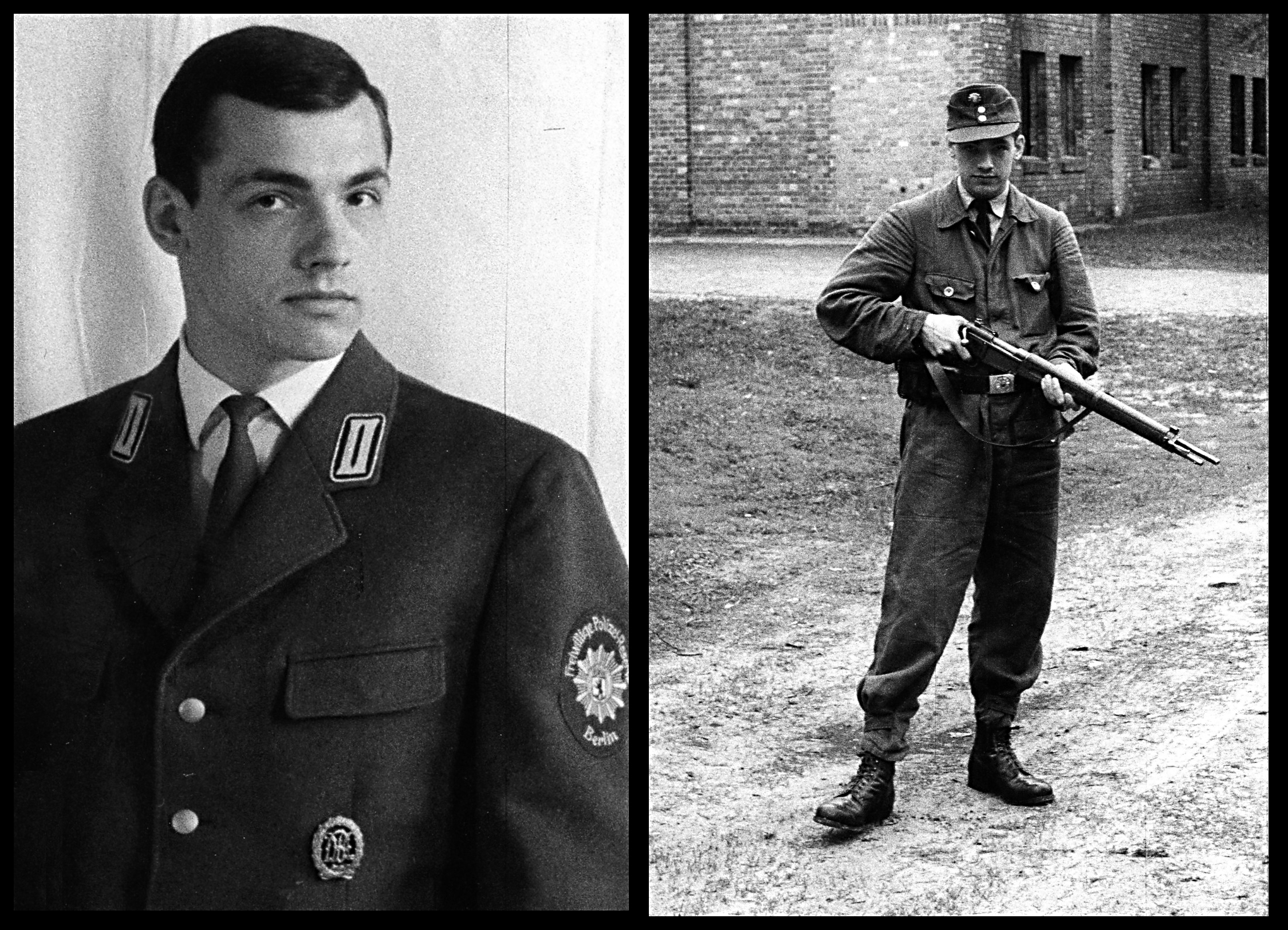
Mitglied der Freiwilligen Polizei-Reserve Berlin in Uniform mit dem Ärmelabzeichen der FPR und 1964 während der Grundausbildung

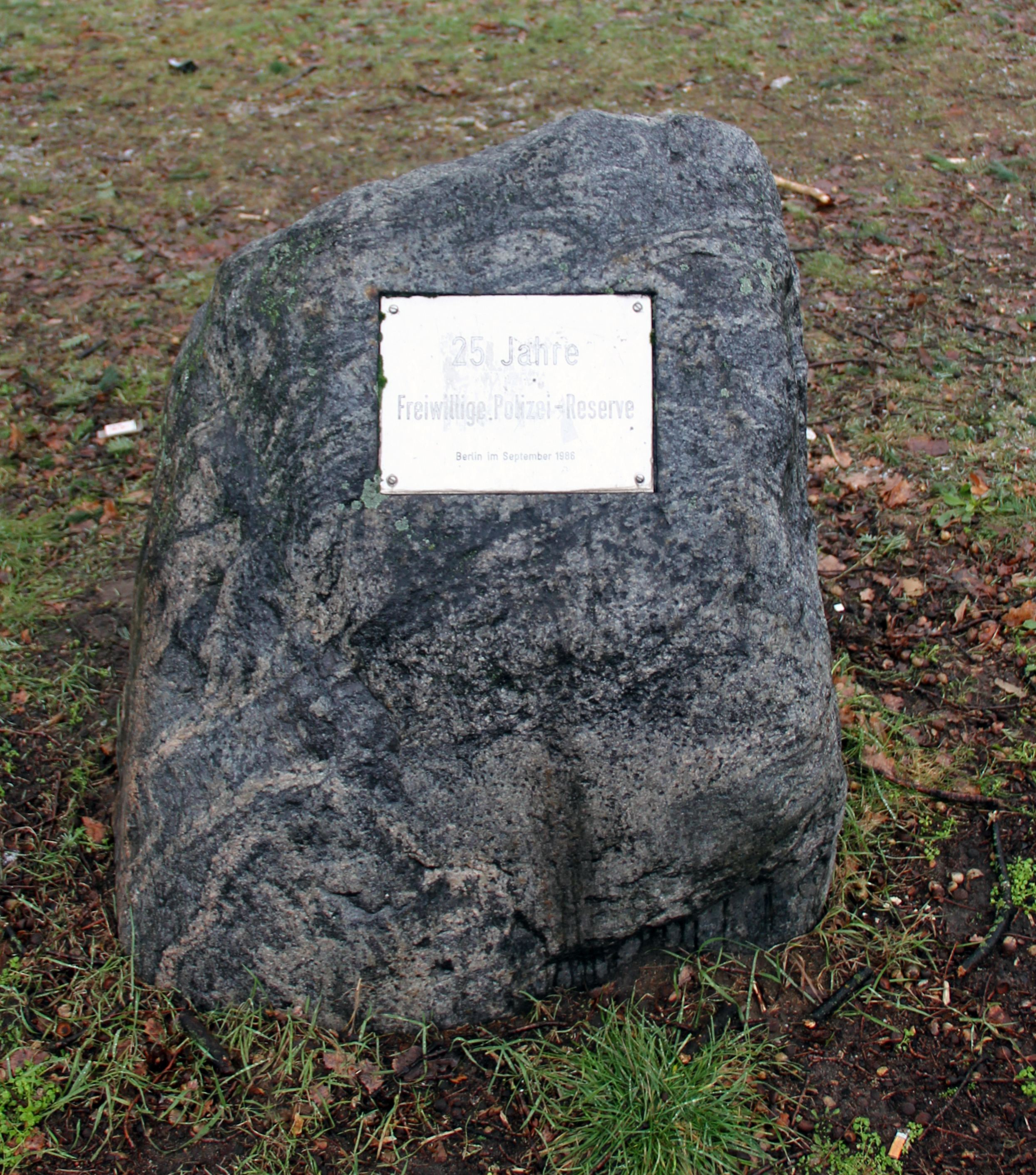
Gedenkstein, Waidmannsluster Damm 1, in Berlin-Tegel

Die Freiwillige Polizei-Reserve in Berlin, abgekürzt FPR, ergänzte in den Jahren 1961 bis 2002, insbesondere in der Mauerzeit (1961–1989), in West-Berlin die Berliner Polizei.

## Geschichte
Die Gründung der Polizei-Reserve war eine Reaktion des West-Berliner Senats auf die Einführung der Betriebskampfgruppen im Ostteil der Stadt. Ihre Mitglieder sollten bei politisch inszenierten Unruhen oder bei einem Angriff auf West-Berlin zur Entlastung der regulären Polizei zum Einsatz kommen. Senator Joachim Lipschitz erklärte 1961:

„Wir wollen nicht in Kurzausbildung Männer wieder oder zum ersten Male zu Soldaten machen, sondern sie lediglich darin unterweisen, wie sie örtlichen Störenfrieden rasch und wirkungsvoll entgegentreten und ernsthafte Schädigungen von Personen und Sachen, womöglich gar Blutvergießen, zu vermeiden.“

Am 25. Mai 1961 trat das Gesetz über die Freiwillige Polizeireserve in Kraft. Am 27. September 1961 wurden die ersten Mitglieder nach Abschluss ihrer Ausbildung zum Dienst bestellt.
Die Erstausbildung betrug zwei Wochen: Grundlinien des Bewegens in Formation und im Gelände, Marsch- und Nachtübungen, Waffengebrauchsbestimmungen für Schlagstock, Knebelkette, Pistole, Karabiner 98, amerikanisches Schnellfeuergewehr, englische Maschinenpistole Sten Mk 2. Während der Ausbildung wurde ein sackartiger Kombi mit Feldmütze getragen.
Nach der Ausbildung wurde der FPR-Mann einem Schutzobjekt zugeteilt, z. B. Te 88 = Rathaus Tempelhof. Die Wiedereinberufung zu Wiederholungsübungen oder Einsätzen geschah in den einzelnen Dienststellen mit unterschiedlicher Intensität.
Zu den Aufgaben zählte vor allem der Objektschutz (Rathäuser, Gas-, Wasser- und Elektrizitätswerke, Funkhäuser und andere wichtige öffentliche Einrichtungen). Nachdem mit den Passierscheinabkommen die größte Konfrontation beseitigt war, wurden FPR-Streifen auch im Bereich der Schulwegsicherung und der Überwachung des ruhenden Verkehrs eingesetzt. Im Normalfall wurden FPR-Mitglieder zweimal pro Jahr für jeweils zwei Wochen zum Dienst eingeteilt und dafür von ihrem Arbeitgeber freigestellt, der in diesen Zeiten eine Entschädigung erhielt. Aus diesem Grund gehörten etwa zwei Drittel der FPR-Mitglieder (bis 1986 oder 1987 ausschließlich Männer) dem öffentlichen Dienst an. Neben dem Streifendienst wurden die FPR-Mitglieder ständig in allen polizeilichen Themenbereichen weitergebildet. Während des Dienstes trugen die Mitglieder der FPR blaue Uniformen und waren mit Schusswaffen ausgestattet.

## Rechtsextremisten, Neonazis und Waffenschieber in der FPR
Im Jahre 1993 sah sich der Polizeipräsident Hagen Saberschinsky gezwungen, die Freiwillige Polizei-Reserve neu zu bewerten, die er zuvor noch gelobt hatte mit den Worten:

„Es ist mir ein besonderes Anliegen, Ihnen auf diesem Weg zu übermitteln, wie überaus wichtig und bedeutend ich den Beitrag der FPR für die Innere Sicherheit dieser unserer Stadt bewerte …“

Nach einer Überprüfung stellte sich heraus, dass rund 500 der insgesamt knapp 2500 Mitglieder eine problematische Vergangenheit hatten. Zum Teil waren sie strafrechtlich in Erscheinung getreten, zum Teil waren es Rechtsextremisten sowie Neonazis.
Der damalige Regierende Bürgermeister von Berlin Eberhard Diepgen war langjähriges Mitglied der FPR und trat auch 1999, im Beisein von Innensenator Eckart Werthebach, dem Freiwilligen Polizeidienst (FPD) bei, dem Nachfolgeprojekt der aufgelösten FPR.
Die Mitgliedschaft des Hausnachbarn Diepgens, des in vielen neofaschistischen und neonazistischen Organisationen tätigen Aurel Archner, führte Ende 1995, Anfang 1996 zu einem Skandal und zur parlamentarischen Anfrage des damaligen Fraktionschefs der Bündnisgrünen Wolfgang Wieland.

## Umbenennung und Auflösung
1999 wurde die FPR in Freiwilliger Polizeidienst (FPD) umbenannt und im Jahre 2002 aufgelöst. Die CDU fordert seit 2003 die Neueinrichtung und kündigt dies auch für Wahlsiege an, konnte sich aber damit nicht durchsetzen.

## Ehrenzeichen
Eigens für diese Polizeieinheit wurden Ehrenzeichen eingeführt, durch welche besondere Verdienste von Mitgliedern der Freiwilligen Polizei-Reserve entsprechend honoriert werden sollen. Das Ehrenzeichen wurde erstmals 1986 verliehen. Die erste Fassung der Ehrennadeln wurden 1971 vergeben. Eine zweite Fassung folgte 1979 und blieb bis 1984 erhalten. Als 2002 die nun Freiwilliger Polizeidienst genannte Polizeireserve aufgelöst wurde, blieben die Auszeichnungen bestehen. Da sie aber seitdem nicht mehr vergeben werden bzw. vergeben werden können, ist es vermutlich das einzige westdeutsche Ehrenzeichen, welches tatsächlich nicht mehr besteht.